# Dywizjon Rozpoznawczy 10 Brygady Kawalerii
Dywizjon Rozpoznawczy 10 Brygady Kawalerii – zmotoryzowany pododdział kawalerii Wojska Polskiego.

## Historia dywizjonu
Na podstawie rozkazu Departamentu Dowodzenia Ogólnego Ministerstwa Spraw Wojskowych L.dz. 6277/Org.Tjn.37 w 1937 roku przy 10 pułku strzelców konnych w Łańcucie miał być sformowany szwadron rozpoznawczy jako zalążek oddziału rozpoznawczego 10 Brygady Kawalerii. W praktyce rozkaz ten nie został wykonany.
Dywizjon rozpoznawczy 10 Brygady Kawalerii został sformowany w garnizonie Rzeszów na podstawie rozkazu Departamentu Dowodzenia Ogólnego MSWojsk. L.dz. 1525/tjn. z 20 kwietnia 1938 roku. Jednostka została zakwaterowana w koszarach byłego 10 Dywizjonu Artylerii Konnej. Dywizjon był organicznym pododdziałem rozpoznawczym 10 Brygady Kawalerii.
Oddziałem gospodarczym dla dywizjonu rozpoznawczego był dywizjon przeciwpancerny 10 Brygady Kawalerii. 15 sierpnia 1938 roku dywizjon liczył 12 oficerów, 24 podoficerów i około 150 ułanów. Od 8 do 18 września 1938 roku dyon wziął udział w manewrach wołyńskich, a bezpośrednio po ich zakończeniu w zajęciu Zaolzia. Do macierzystego garnizonu dyon powrócił dopiero 8 grudnia 1938 roku.
Dywizjon był jednostką mobilizującą. Zgodnie z planem mobilizacyjnym „W” mobilizował, w alarmie, w grupie jednostek oznaczonych kolorem czarnym, dywizjon rozpoznawczy 10 Brygady Kawalerii według organizacji wojennej L.3694/mob.org. i należności materiałowych L.5694/mob.mat.38. Pod względem mobilizacji materiałowej do dywizjonu przydzielone było Dowództwo 10 BK.

## Organizacja wojenna we wrześniu 1939 roku
Nazewnictwo pododdziałów podano na podstawie tabeli mobilizacyjnej nr 3B-X-4, w której symbol „3B” oznaczał dział „kawaleria zmotoryzowana”:
- dowództwo dywizjonu rozpoznawczego 10 BK
- szwadron strzelecki dywizjonu rozpoznawczego 10 BK
- szwadron czołgów rozpoznawczych dywizjonu rozpoznawczego 10 BK
- pluton przeciwpancerny dywizjonu rozpoznawczego 10 BK
- pluton łączności dyonu rozpoznawczego 10 BK
- pluton motocyklistów dywizjonu rozpoznawczego 10 BK
- pluton km dywizjonu rozpoznawczego 10 BK
- drużyna pionierów dywizjonu rozpoznawczego 10 BK

31 sierpnia 1939 roku dywizjon liczył 414 żołnierzy.
Etat
- dowództwo dyonu rozpoznawczego 10 BK:

7 oficerów, 36 podoficerów i szeregowych,
8 pistoletów, 1 rkm, 34 karabinki,
2 samochody terenowe, 1 sanitarka, 4 motocykle z koszem, 4 motocykle, 1 samochód ciężarowy mały, 1 samochód ciężarowy,
- szwadron strzelecki dyonu rozpoznawczego 10 BK:

4 oficerów, 20 podoficerów, 90 szeregowych,
10 pistoletów, 10 rkm-ów, 3 karabiny ppanc., 89 karabinków,
2 samochody terenowe, 8 samochodów ciężarowych, 3 motocykle z koszem, 1 motocykl, przyczepa paliwowa, przyczepa-paliwowa,
- szwadron czołgów rozpoznawczych dyonu rozpoznawczego 10 BK:

3 oficerów, 20 szeregowych, 35 szeregowych,
32 pistolety, 1 rkm, 25 karabinków,
13 czołgów TKS, 1 samochód terenowy, 1 furgonetka, 1 samochód terenowy z radiostacją, 1 cysterna, 2 samochody ciężarowe, kuchnia polowa, 2 przyczepy gąsienicowe, 1 motocykl solo, 4 motocykle z koszem,
- pluton przeciwpancerny dyonu rozpoznawczego 10 BK:

1 oficer, 6 podoficerów, 23 szeregowych,
1 pistolet, 29 karabinków, 4 armatki 37 mm wz. 36,
1 samochód terenowy, 4 ciągniki PZInż 302, 2 działa samobieżne TKS-D,
- pluton łączności dyonu rozpoznawczego 10 BK

1 oficer, 6 podoficerów, 19 szeregowych,
1 pistolet, 25 karabinków,
1 samochód terenowy, 1 furgonetka, 1 samochód Fiat 618 z radiostacją, 2 motocykle z koszem, 3 motocykle solo,
- pluton motocyklistów dyonu rozpoznawczego 10 BK

1 oficer, 8 podoficerów, 32 szeregowych, 18 kierowców motocykli (nie wiadomo czy byli to szeregowi czy częściowo podoficerowie),
2 pistolety, 51 karabinków, 6 rkm-ów,
1 samochód terenowy, 1 furgonetka, 1 samochód ciężarowy, 19 motocykli z koszem, 1 przyczepa paliwowa, 2 motocykle solo,
- pluton km dyonu rozpoznawczego 10 BK:

1 oficer, 6 podoficerów, 26 szeregowych,
6 pistoletów, 27 karabinków, 4 ckm-y,
4 samochody Polski Fiat 508 Łazik, 1 furgonetka, 1 samochód ciężarowy, 1 przyczepa paliwowa,
- drużyna pionierów dyonu rozpoznawczego 10 BK[b][potrzebny przypis].

### Obsada personalna w 1939 roku
Obsada personalna i struktura organizacyjna w marcu 1939
- dowódca dywizjonu – mjr kaw. Ksawery Święcicki
- adiutant – rtm. Stefan Piklikiewicz
- lekarz medycyny – por. lek. Tadeusz Przeździecki
- oficer techniczny – kpt. adm. (piech.) Tadeusz Pobralski
- podkwatermistrz – rtm. adm. (kaw.) Stefan Siewicz
- oficer mobilizacyjny – rtm. Lucjan Władysław Pruszyński
- dowódca plutonu gospodarczego – por. Michał Rozmus
- dowódca plutonu łączności – por. kaw. Maciej Teodor Nowicki
- dowódca plutonu motocyklistów  – por. Jerzy Iwanicki[d]
- dowódca plutonu ppanc. – vacat
- dowódca plutonu km – por. Otto Marian Saxl[e]
- dowódca szwadronu szkolnego – mjr Jerzy Jasiewicz
- dowódca plutonu – por. Jerzy Iwanicki
- dowódca plutonu – por. Otto Marian Saxl
- dowódca szwadronu strzeleckiego – rtm. Stanisław Kazimierz Krahelski

Obsada personalna w sierpniu 1939 roku
- dowódca dywizjonu – mjr kaw. Ksawery Święcicki (od 1 VII 1938)
- I zastępca dowódcy – mjr kaw. Jerzy Jasiewicz (do VIII 1939 → Centrum Wyszkolenia Kawalerii)
- II zastępca dowódcy – rtm. Stanisław Siewicz
- adiutant – por. kaw. Stefan Piklikiewicz
- oficer techniczny – kpt. br. panc. Tadeusz Pobralski
- lekarz – por. lek. Tadeusz Przeździecki
- dowódca szwadronu strzeleckiego – rtm. Stanisław Kazimierz Krahelski † 1940 Charków
- dowódca szwadronu czołgów rozpoznawczych – rtm. Lucjan Pruszyński
- dowódca plutonu przeciwpancernego – por. Jan Fedoruk
- dowódca plutonu łączności – por. kaw. Maciej Teodor Nowicki
- dowódca plutonu motocyklistów – por. Jan Jaroszewicz
- dowódca plutonu km – por. Otton Saxl
- dowódca drużyny pionierów – kpr. Bronisław Chojnacki

Kawalerowie Virtuti Militari
Żołnierze dywizjonu odznaczeni Krzyżem Srebrnym Orderu Virtuti Militari za kampanię wrześniową 1939:
- mjr kaw. Ksawery Święcicki,
- rtm. Stanisław Kazimierz Krahelski[11].

Ponadto Krzyżem Walecznych po raz pierwszy i drugi zostali odznaczeni: por. kaw. Maciej Teodor Nowicki, por. kaw. Stefan Piklikiewicz i por. lek. Tadeusz Przeździecki.

## Barwy dywizjonu
Do 1939 roku żołnierze dyonu nosili na kołnierzach kurtek i płaszczy proporczyki projektu ówczesnego dowódcy 10 Brygady Kawalerii, pułkownika dyplomowanego Antoniego Trzaska-Durskiego – szkarłatno-pomarańczowe z białym trójkątem. W tym samym roku Minister Spraw Wojskowych zatwierdził nowy wzór proporczyka nawiązujący do barw kawalerii (amarant) i broni pancernych (pomarańczowy), a zielony pasek miał symbolizować rozpoznanie.